# Trưng cần dân ý Vương quốc Anh về chế độ bầu cử, 2011
Ở Vương quốc Anh, cuộc trưng cầu dân ý về chế độ bỏ phiếu thay thế được một cuộc bỏ phiếu công khai về việc có nên thay đổi hệ thống bầu cử Viện thứ dân, hạ viện của Nghị viện quốc gia tại Westminster. Hiện nay, các thành viên được bầu theo hệ thống "first-past-the-post" (đa số), câu hỏi trong cuộc trưng cầu Anh liên quan đến việc thay thế chế độ bầu cử này bằng chế độ bầu cử thay thế.
Cuộc trưng cầu dân ý đã được thống nhất như là một phần của thỏa thuận liên hiệp Dân chủ Tự do - Bảo thủ được soạn sau cuộc tổng tuyển cử năm 2010. Đề nghị trưng cầu dân ý lần đầu tiên được đặt ra trước Nghị viện vào tháng 7 năm 2010 và cuối cùng đã được chấp thuận để vào ngày 16 tháng 2 năm 2011 là một phần của Đạo luật khu vực bỏ phiếu và chế độ bầu cử Nghị viện. Đây chỉ là lần thứ hai trưng cầu dân ý đã được tổ chức trong suốt toàn bộ Vương quốc Anh trong lịch sử Anh, cuộc trưng câu đầu tiên là trưng cầu dân ý gia nhập Cộng đồng châu Âu Anh năm 1975. Tuy nhiên, đó làtrưng cầu dân ý đầu tiên đó không phải chỉ đơn thuần là tham vấn mà là một cuộc trưng cầu hậu lập pháp, ràng buộc về mặt pháp lý đối với các ngành hành pháp của chính phủ, bất kể kết quả thế nào.
Cuộc trưng cầu dân ý diễn ra vào thứ năm ngày 5 tháng 5 năm 2011, trong đó tất cả các cử tri Nghị viện có đăng ký (tức là các công dân Anh, Ireland và Khối thịnh vượng chung sinh sống ở Anh và ghi danh các công dân Anh sống ở nước ngoài) từ 18 trở lên vào ngày bầu cử được quyền bỏ phiếu. Mặc dù đại cử tri không phải Quốc hội, các thành viên của Thượng viện chính quyền địa phương hoặc đại cử tri Nghị viện châu Âu là những người cũng có quyền bỏ phiếu trưng cầu ý dân. 
Kết quả trưng cầu dân ý, các cử tri đã bác bỏ trưng cầu dân ý về chế độ bầu cử thay thế. 